# Ring°Racer
Ring°Racer sont des montagnes russes lancées ayant existé pendant une courte période en 2013, construites à proximité du Nürburgring à Nürburg, en Allemagne, par le fabriquant S&S Worldwide. Elles sont équipées d'un lancement pneumatique.

## Histoire
Le 9 juillet 2009, elles sont officiellement inaugurées par le pilote de Formule 1 Michael Schumacher. Un incident se produit lors d'un essai de l'attraction le 3 septembre 2009. À la suite de celui-ci, sept personnes souffrent de douleurs dans l'oreille ainsi que de troubles de l'équilibre. Ring°Racer ferme et les frais de réparations sont à charge du constructeur. L'ouverture est ensuite programmée pour 2011, mais un problème technique a lieu un mois avant la date d'ouverture en mai 2011. Finalement, ces montagnes russes lancées ouvrent le 31 octobre 2013.
Prévues pour être les deuxièmes montagnes russes les plus rapides au monde avec 217 km/h, battant de 11 km/h Kingda Ka et derrière les montagnes russes Formula Rossa, elles ouvrent en 2013 avec une vitesse de 160 km/h. Elles se placent donc en 6e position en termes de vitesse à cette date.
Lors du rachat annoncé en mars 2014, les nouveaux propriétaires annoncent que ces montagnes russes sont définitivement arrêtées car elles n'auraient pas été assez rentable pour assurer la survie du site.
Finalement, Ring°Racer est démonté en juillet 2025.

## Le circuit

Schéma du parcours de Ring°Racer (en bleu) aux côtés du circuit de course automobile.

Le circuit est long de 1 200 mètres. Il commence par un Launch (de 0 à 217 km/h en 2,5 secondes), suivi plus loin d'un anneau (ring). Ensuite, il passe dans l'intérieur d'un immeuble en ligne droite jusqu'au retour en gare.

## Statistiques
- Mécanisme de traction/propulsion : Air comprimé, lancement pneumatique (Compressed Air Launch)
- Accélération maximale : de 0 à 217 km/h en 2.5 secondes (vitesse rabaissée à 160 km/h à cause de trop nombreux incidents technique qui ont retardé son ouverture).
- Trains : 2 wagons par train. Les passagers sont placés par deux sur deux rangées pour un total de 8 passagers par train.